# San Pietro in Cerro
San Pietro in Cerro est une commune italienne de la province de Plaisance, dans la région Émilie-Romagne.

## Administration
| Période                                  | Période | Identité | Étiquette | Qualité |
| ---------------------------------------- | ------- | -------- | --------- | ------- |
|                                          |         |          |           |         |
| Les données manquantes sont à compléter. |         |          |           |         |

### Communes limitrophes
Caorso, Cortemaggiore, Monticelli d'Ongina, Villanova sull'Arda.